# 大江千里 (アーティスト)
大江 千里（おおえ せんり、英語: Senri Oe、1960年〈昭和35年〉9月6日 - ）は、日本のシンガーソングライター、ジャズピアニスト、俳優である。
1983年にシンガーソングライターとしてデビュー、2007年末までに45枚のシングルと18枚のオリジナル・アルバムを発表、『十人十色』『あいたい』『格好悪いふられ方』『ありがとう』などのシングル曲がヒット。作詞・作曲・編曲家としても、松田聖子・光GENJI・渡辺美里・優木まおみ・渡辺満里奈などのアーティストに数多くの楽曲を提供、プロデュースも手がけている。
音楽活動のほかにも、俳優として多くの映画やテレビドラマに出演、またテレビ番組の司会、ラジオ番組のパーソナリティー、エッセイ執筆など幅広い分野で活動。2008年以降は日本国内での自身の音楽活動を休業し、ニューヨークに在住。その後も楽曲提供など、アーティストとしての活動は継続している。2012年にはジャズピアニストとしてのデビューも果たした。
3歳のときにピアノを始め、そのころに初聖体を受けている。
カトリック系幼稚園に通っていたころに洗礼を受けており、洗礼名は「エミル」。

## 来歴

### デビュー前
1960年9月6日、東京生まれ。生後まもなく大阪に転居。大阪府南河内郡美陵町（現：藤井寺市）で誕生。その後、南河内郡狭山町（現：大阪狭山市）に引っ越す。
1963年、3歳からクラシックピアノを習いはじめる。
1970年、小学4年生のときに聞いたギルバート・オサリバンの『アローン・アゲイン』をきっかけにポップ・ミュージックに開眼し、1974年に日本テレビ『スター誕生!』に応募したが、予選落ちとなった。中学生から作曲を始める。1975年にヤマハポピュラーソングコンテストの関西四国沖縄決勝大会に出場するも、結果は世良公則とツイストが全国大会に進出する。
1980年に関西学院大学経済学部へ入学し、そのまま軽音楽部に入部。軽音の先輩のバンド「トニオ・クレイガー」というアマチュアバンドに学外で参加。自作曲の演奏のほか、神戸や芦屋を中心に大阪、京都のライブハウスにも出演した。レコード会社の支援を受けいよいよ東京のライブハウスツアーという矢先に、バンド脱退。
1981年秋、大学2回生在学中にCBS・ソニー（後のソニー・ミュージックエンタテインメント）からスカウトされ、その後、SDオーディションにトニオクレーガーのコピーバンドで参加。最優秀アーティスト賞を獲得。しかし、白井貴子が人気がでてきてCBSソニーとしてはデビューできなくなりEPICソニーからデビューとなるまでデビューできなかった。宝塚市にある紙ふうせん主催のボーカルスクールでレッスンを受講。
1983年2月27日、STV『サンデージャンボスペシャル』に出演（千里のポパイズ・カレンダーのコーナー）。札幌・STVホールで『JANUARY』の弾き語りを披露し、プロとしての初ステージを踏む。その後、番組レギュラーに隔週で起用されて口コミで広まり、「最初にレコードが売れたのが札幌だった」と述べている。

### 本格デビュー後
1983年5月21日、EPIC・ソニーからシングル『ワラビーぬぎすてて』、アルバム『WAKU WAKU』でデビュー。
プロデューサーは大村憲司。キャッチフレーズは「私の玉子様、スーパースターがコトン」で、作者は当時コピーライターだった林真理子。
デビューライブは5月21日に神戸チキンジョージで行われた。東京における初めてのライブは、新宿ルイード（現在は閉鎖）での白井貴子とのジョイント。11月6日、在籍中だった関西学院大学の学園祭（後夜祭）に出演する。
1984年1月、初のホールコンサート「Boys&Girls Together」を東京・日本青年館と大阪厚生年金会館で行う。当時は関西学院大学の現役学生だったため、東京 - 大阪間の移動を繰り返しており、「日本一忙しい大学生」と呼ばれていた。オリコンで、荻野目洋子と「ぼくたち、リバーシブル?」という対談を敢行。荻野目は当時、「日本一忙しい高校生」だった。3月26日に大学を卒業し上京。11月、CM初出演となった、味覚糖（のちのUHA味覚糖）「DATE KISS」のCM曲『十人十色』がスマッシュヒットし「出世作」となる。
1987年、「AVECツアー」で初めての日本武道館ライブを実現。渡辺美里がゲストとして出演し『本降りになったら』をデュエットした。
1988年7月、夏の恒例となるライブイベント「納涼千里天国」開始（群馬県・浅間高原）。フジテレビ系連続ドラマ『君が嘘をついた』にも出演、以降は俳優・司会者としてのメディア露出も増える。
1989年3月25日、初のベスト・アルバム『Sloppy Joe』発売、オリコン週間アルバムチャートで最高2位を獲得。
1990年9月21日、通算10枚目のアルバム『APOLLO』リリース、自身初となるオリコン週間アルバムランキング首位を獲得。
1991年9月、TBS系ドラマ『結婚したい男たち』主題歌としてリリースした23作目のシングル『格好悪いふられ方』がオリコンチャート2位を獲得、大ヒット。
1992年3月、日本テレビのスペシャルドラマ『夢見るくらい、いいじゃない』で音楽監督を務める。同年10月に出演したTBS系ドラマ『十年愛』の作中で、荒唐無稽な原因で死亡する役柄で話題となった（本業となる音楽活動のスケジュールの都合上、最終回までの出演が難しくなったため）。
1995年1月17日に発生した阪神・淡路大震災を受け、2月に西宮市でボランティア活動を行い、炊き出し作業や弾き語りライブを行う。同じく被災者救済を訴えていた泉谷しげると組み、東京駅地下街で3月20日にゲリラライブを開催。泉谷とともに嘉門達夫の震災チャリティ・シングル『怒りのグルーヴ〜震災篇〜』にコーラスで参加。泉谷が中心になって8月12日に開催した「日本をすくえ」ライブ（神戸メリケンパーク）にノーギャラで出演（1996年も実施）。千葉マリンスタジアムで行われた「納涼千里天国」にも泉谷がゲスト出演（乱入）、『春夏秋冬』を披露。
1996年、「納涼千里天国」をハワイ・シーライフパークで行い、初の海外ライブを実現。
1997年、納涼千里天国」が初の全国ツアー形式で行われたが、7月27日の広島ドルフィンビーチでの公演が台風のため中止。以後、「納涼千里天国」は2003年まで開催されない。
1998年、デビュー15周年記念ライブを東京と横浜で行い、スペシャルゲストとして渡辺美里、国本武春、引田天功が駆けつけた。同年にアニメ映画『ドラえもん のび太の南海大冒険』の劇中音楽を担当。
1999年、初の試みであるアコースティックライブ「4ward」を行う。
2000年、デビュー以来所属していたEPIC・ソニーから離れ、個人レーベル「Station Kids Records」を設立。大晦日には、21世紀カウントダウンライブを東京グローブ座で行い、ファンとともに21世紀を祝った。
2002年、初のディナーショーを名古屋ウェスティンホテル（後のホテルナゴヤキャッスル）で開催。
2003年2月、エピックレコードジャパン25周年記念イベント「LIVE EPIC 25」に参加。デビュー20周年を記念して、6年ぶり「納涼千里天国」が復活する。
2004年、日本テレビ『インディーウォーズ』で一緒に司会をしていた山川恵里佳とのユニット (elllie with senri) を番組のために結成させる。池上本門寺で行われた「納涼千里天国」で、elllie with senriの『ひまわり』を披露する。
2005年、渡辺美里の西武ドームラストライブに山口智充とともにゲスト出演。
2007年8月末、11年ぶりのハワイライブ「まるごと千里ナイト!! Vol.21〜ハワイ編」を行う。12月13日から12月16日まで六本木・俳優座劇場で引田天功の『プリンセス天功まつり』の音楽を担当する。

### ジャズピアニストに本格転向
2007年12月22日、ニューヨークでジャズを学ぶため、日本国内での音楽活動を長期休業すると自身のブログ「千里の森」で発表した。その後も楽曲制作、「千里の森」の更新などは引き続き行っている。なお、「千里の森」はその後封鎖。「Peaceneverdie.com」"note"にて、「Senri garden」をスタート。
本格的にジャズ転向を考えるようになった背景には創作活動への苦悩があり、ジャズピアニストとしての再デビュー後に「デビュー以来、ラブソングが年々書けなくなっていった」という旨の発言をしている。本人曰く「ジャズ転向は10代からの憧れ。苦悩は生まれたときから。今も続いている」という。
ちなみに、当時のマネージャーにジャズ大学合格を伝えたところ「いいじゃないですか、その方向で進めましょう」と乗り気を見せ、大江が年末くらいまで予定の入っていたコンサート等のスケジュールを気にして躊躇したところ「そっちはキャンセルの方向で話しますから心配いりません」と背中を押されたことから意を決したという。
なおシンガーソングライター時代にも音楽雑誌のインタビュー等で「本当はジャズピアニストになりたかった」という旨の発言を再三しており、デビューから24年の歳月を経てようやく自身の夢に突き進むことになった。
2008年、ニューヨークに渡り、長期移住を始める。秋公開の映画『能登の花ヨメ』の音楽監督を務める。がん撲滅のための集団「スター混声合唱団」に参加する。
2010年5月21日にデビュー27周年を迎えたが、この日、2007年末の日本国内での音楽活動休止以来初めて、日本へ一時帰国する。これを機にツイッターを開始。9月12日、ニューヨークの本願寺で飯島晶子の詩の朗読に載せて「原爆ピアノ」（被爆ピアノ）を演奏した。また、ニューヨークで発行されている日本語のフリーペーパー『週刊NY生活』での連載「Senri Oeの月刊NY音楽生活」が5月から始まった。12月22日には、河上修とのデュオでジャズアルバム『duo』を発売した。
2011年2月13日、ニューヨークのジャズビッグバンドの「モーニング息子」（日本人とアメリカ人総勢15人による）に参加。ライブではモーニング娘。の「LOVEマシーン」や、大江の曲も演奏された。2月に日本へ帰国、代官山の「レザール」と、高円寺の「醍醐」（いずれもライブハウス）で河上修との「duo gig」を行う。4月5日、ニューヨークのライブハウス・The Bitter Endで、渡辺美里と東日本大震災チャリティライブを行う（この模様は渡辺美里のライブビデオ『Voice IV』に一部収録されている）。
2012年5月18日、4年間通ったニューヨークのジャズの学校「The New School for Jazz and Contemporary Music」を卒業。7月31日にはジャズピアニストとしてのデビュー・アルバム『Boys Mature Slow』を世界で発売、日本盤も9月6日に発売することを発表。 これを機に新たな個人レーベル「PND Records」を立ち上げる。
2013年9月6日にジャズピアニストとしてのセカンドアルバム『Spooky Hotel』を発売。このとき、ビッグバンドで東京ジャズに出演。そしてアルバム『Collective Scribble』、『Answer July』をリリース。『Answer July』はグラミー賞コンシダレーションに入る。
2017年、アトランタジャズフェスティバル、インターナショナルデイ ソロ出演。
2018年、デトロイトジャズフェスティバル、ソロ出演。
2018年、アルバム『Boys & Girls』で、かつてのヒット曲をピアノ・ソロでセルフカバーした。同アルバムは2018年9月17日付けのオリコンのアルバムウィークリーランキング・ジャズ・クラシック他ジャンルで1位を獲得した。
2019年9月4日、ドラマー、アリ・ホーニグとベーシストのマット・クロージーを迎えてのピアノ・トリオアルバム『Hmmm』を発売した。
2020年5月4日、AP通信選定による「コロナ禍で作られた40曲」に同年4月にSNSで発表したInstrumental「Togetherness」が選ばれた。

## 人物
- 自身の音楽的ルーツに吉田拓郎があり[15]、特に詩に大きな影響を受けているという[15]。
- デビュー3年目ごろから10年以上にわたってながらく鼈甲縁のメガネを愛用しており[注釈 1]本人を印象付ける重要なアイテムとなっていた。同型が生産中止となった後でコンサート中の事故により破損したときは自ら職人に直接注文して同じ型のメガネを作り直し、しかも1号、2号、3号といくつも用意した[注釈 2]。このメガネは2000年以降メディア出演やジャケット写真撮影に用いられることはなくなっていたが、ジャズピアニスト転向後から再び使用される機会が増えている。
- 映画・上方のお笑い・宝塚歌劇に造詣が深い。雑誌であこがれの人でもあった淀川長治との対談を実現させている。
- 42作目のシングル曲『おやすみ』は、アメリカ同時多発テロ事件の後、以前レコーディング等で行ったことのあるニューヨークの現場（グラウンド・ゼロ）に行き、犠牲者の遺族や友人からの話をもとに作った曲である（テレビ西日本のドキュメンタリー番組『愛のカタチ』で放送された）。

## ディスコグラフィ

### シングル
|    | タイトル曲                                                           | 発売日         | 規格   | 規格品番    | 初収録アルバム                             |
| -- | -------------------------------------------------------------------- | -------------- | ------ | ----------- | ------------------------------------------ |
| 1  | ワラビーぬぎすてて （c/w「天気図」）                                 | 1983年5月21日  | 7inch  | 07・5H-161  | 『WAKU WAKU』                              |
| 1  | ワラビーぬぎすてて （c/w「天気図」）                                 | 1989年10月21日 | 8cmCD  | ESDB 3017   | 『WAKU WAKU』                              |
| 2  | ガールフレンド （c/w「瞳きらきら」）                                 | 1983年8月25日  | 7inch  | 07・5H-167  | 『WAKU WAKU』                              |
| 2  | ガールフレンド （c/w「瞳きらきら」）                                 | 1989年10月21日 | 8cmCD  | ESDB 3018   | 『WAKU WAKU』                              |
| 3  | ふたつの宿題(single version) （c/w「恋せよシルビア」）               | 1983年12月1日  | 7inch  | 07・5H-181  | 『Pleasure』                               |
| 3  | ふたつの宿題(single version) （c/w「恋せよシルビア」）               | 1989年10月21日 | 8cmCD  | ESDB 3019   | 『Pleasure』                               |
| 4  | BOYS & GIRLS （c/w「三人目のパートナー」）                           | 1984年3月5日   | 7inch  | 07・5H-192  | 『Pleasure』                               |
| 4  | BOYS & GIRLS （c/w「三人目のパートナー」）                           | 1989年10月21日 | 8cmCD  | ESDB 3020   | 『Pleasure』                               |
| 5  | ロマンス （c/w「思いたったら吉日」）                                 | 1984年7月21日  | 7inch  | 07・5H-207  | 『Senri Oe Singles』                       |
| 5  | ロマンス （c/w「思いたったら吉日」）                                 | 1989年10月21日 | 8cmCD  | ESDB 3021   | 『Senri Oe Singles』                       |
| 6  | 十人十色 （c/w「真冬のランドリエ」）                                 | 1984年11月1日  | 7inch  | 07・5H-222  | 『未成年』                                 |
| 6  | 十人十色 （c/w「真冬のランドリエ」）                                 | 1989年10月21日 | 8cmCD  | ESDB 3022   | 『未成年』                                 |
| 7  | REAL （c/w「渚のONE-SIDE SUMMER」）                                  | 1985年3月6日   | 7inch  | 07・5H-234  | 『未成年』                                 |
| 7  | REAL （c/w「渚のONE-SIDE SUMMER」）                                  | 1989年10月21日 | 8cmCD  | ESDB 3023   | 『未成年』                                 |
| 8  | フレンド （c/w「コンチェルト」）                                     | 1985年11月1日  | 7inch  | 07・5H-271  | 『乳房』                                   |
| 8  | フレンド （c/w「コンチェルト」）                                     | 1989年10月21日 | 8cmCD  | ESDB 3024   | 『乳房』                                   |
| 9  | コスモポリタン(single version) （c/w「バンドをつくろう」）           | 1986年2月26日  | 7inch  | 07・5H-283  | 『乳房』                                   |
| 9  | コスモポリタン(single version) （c/w「バンドをつくろう」）           | 1989年10月21日 | 8cmCD  | ESDB 3025   | 『乳房』                                   |
| 10 | きみと生きたい （c/w「AVEC」）                                       | 1986年10月22日 | 7inch  | 07・5H-320  | 『AVEC』                                   |
| 10 | きみと生きたい （c/w「AVEC」）                                       | 1989年10月21日 | 8cmCD  | ESDB 3026   | 『AVEC』                                   |
| 11 | Bedtime Stories （c/w「MAN ON THE EARTH」）                          | 1986年12月1日  | 12inch | 12・3H-261  | 『Sloppy Joe II』                          |
| 11 | Bedtime Stories （c/w「MAN ON THE EARTH」）                          | 1989年10月21日 | 8cmCD  | ESDB 3028   | 『Sloppy Joe II』                          |
| 12 | YOU （c/w「夏渡し」）                                                | 1987年5月21日  | 7inch  | 07・5H-355  | 『OLYMPIC』                                |
| 12 | YOU （c/w「夏渡し」）                                                | 1989年10月21日 | 8cmCD  | ESDB 3027   | 『OLYMPIC』                                |
| 13 | POWER （c/w「A DAY」「TORCH」）                                      | 1987年12月2日  | 12inch | 12・3H-321  | 『Sloppy Joe』                             |
| 13 | POWER （c/w「A DAY」「TORCH」）                                      | 1989年10月21日 | 8cmCD  | ESDB 3029   | 『Sloppy Joe』                             |
| 14 | GLORY DAYS （c/w「ROMANCE (From the Olympic Torch Tour)」）          | 1988年6月22日  | 7inch  | 07・5H-3028 | 『1234』                                   |
| 14 | GLORY DAYS （c/w「ROMANCE (From the Olympic Torch Tour)」）          | 1988年6月22日  | 8cmCD  | 10・8H-3028 | 『1234』                                   |
| 15 | これから （c/w「サヴォタージュ (Remix Version)」）                   | 1988年10月21日 | 7inch  | 07・5H-3060 | 『APOLLO』                                 |
| 15 | これから （c/w「サヴォタージュ (Remix Version)」）                   | 1988年10月21日 | 8cmCD  | 10・8H-3060 | 『APOLLO』                                 |
| 16 | おねがい天国 （c/w「おねがい天国 [Backing Track]）                   | 1989年7月14日  | 7inch  | 07・5H-3121 | 『redmonkey yellowfish』                   |
| 16 | おねがい天国 （c/w「おねがい天国 [Backing Track]）                   | 1989年7月14日  | 8cmCD  | 10・8H-3121 | 『redmonkey yellowfish』                   |
| 17 | ラジオが呼んでいる （c/w「おねがい天国 (yellow fish cut)」）         | 1989年9月21日  | 7inch  | 07・5H-3153 | 『redmonkey yellowfish』                   |
| 17 | ラジオが呼んでいる （c/w「おねがい天国 (yellow fish cut)」）         | 1989年9月21日  | 8cmCD  | 10・8H-3153 | 『redmonkey yellowfish』                   |
| 18 | WE ARE TRAVELLIN'BAND （c/w「吹雪におくれ毛 (River side mix)」）     | 1989年10月25日 | 8cmCD  | ESDB 3030   | 『redmonkey yellowfish』                   |
| 19 | たわわの果実 （c/w「魚になりたい (BOP WOO WOA MIX)」）               | 1990年4月21日  | 8cmCD  | ESDB 3092   | 『APOLLO』                                 |
| 20 | dear／million kiss                                                   | 1990年7月21日  | 8cmCD  | ESDB 3127   | 『APOLLO』(#1) 『Senri Oe Singles』 (#2)   |
| 21 | APOLLO （c/w「BAY BOAT STORY」）                                     | 1990年9月7日   | 8cmCD  | ESDB 3141   | 『APOLLO』                                 |
| 22 | あいたい （c/w「星空に歩けば」）                                     | 1990年12月1日  | 8cmCD  | ESDB 3167   | 『HOMME』                                  |
| 23 | 格好悪いふられ方/COWBOY BLUES                                        | 1991年7月18日  | 8cmCD  | ESDB 3223   | 『HOMME』                                  |
| 24 | HONEST （c/w「車があれば」）                                         | 1992年7月22日  | 8cmCD  | ESDB 3317   | 『六甲おろしふいた』                       |
| 25 | ありがとう （c/w「木枯らしのモノクローム」）                         | 1992年11月6日  | 8cmCD  | ESDB 3338   | 『六甲おろしふいた』                       |
| 26 | 軍配はどっちにあがる （c/w「同級生」）                               | 1993年7月21日  | 8cmCD  | ESDB 3396   | 『Senri Oe Singles』                       |
| 27 | 雪の別れ/maybe tomorrow                                              | 1993年11月1日  | 8cmCD  | ESDB 3436   | 『Giant Steps』                            |
| 28 | きみを求め続けるかぎり （c/w「maybe tomorrow (Evergreen Version)」） | 1994年2月21日  | 8cmCD  | ESDB 3480   | 『Giant Steps』                            |
| 29 | 夏の決心 （c/w「ジブンノバショ」）                                   | 1994年8月1日   | 8cmCD  | ESDB 3503   | 『Sloppy Joe II』                          |
| 30 | 白い雪まいおりた （c/w「たとえば もっと (another Arigato)」）        | 1994年11月21日 | 8cmCD  | ESDB 3536   | 『WINTER JOE』                             |
| 31 | 何度も叫んだ （c/w「ぼくらの階段」）                                 | 1995年4月21日  | 8cmCD  | ESDB 3560   | 『Senri Oe Singles』                       |
| 32 | さよならも言えずに （c/w「You are the only one」）                   | 1996年2月21日  | 8cmCD  | ESDB 3643   | 『SENRI HAPPY』                            |
| 33 | Happy Honeymoon （c/w「潮騒」）                                      | 1996年5月22日  | 8cmCD  | ESDB 3690   | 『SENRI HAPPY』                            |
| 34 | HYPERACTIVE DINOSAUR （c/w「This is my life」）                      | 1997年7月1日   | 8cmCD  | ESDB 3771   | 『Senri Oe Singles』                       |
| 35 | Two of us/見上げてごらん夜の星を                                     | 1998年3月1日   | 8cmCD  | ESDB 3793   | 『ROOM 802』                               |
| 36 | 碧の蹉跌 （c/w「黒のオルフェウス」）                                 | 1998年5月2日   | 8cmCD  | ESDB 3847   | 『ROOM 802』                               |
| 37 | New Republic!/秋唄                                                   | 1998年10月21日 | 8cmCD  | ESDB 3853   | 『Senri Oe Singles』 (#1) 『2000 JOE』(#2) |
| 38 | 野球の夏 （c/w「六甲GIRL 〜'98.12.23“PAGODAPIA” live ver.」）        | 1999年7月23日  | 8cmCD  | ESDB 3911   | 『2000 JOE』                               |
| 39 | ビルボード （c/w「2000blues」「Searching」）                         | 2000年8月23日  | 12cmCD | OECL 2001   | 『Solitude』                               |
| 40 | 奇跡 （c/w「ドーナツ」）                                             | 2001年7月18日  | 12cmCD | OECL 2003   | 『first class』                            |
| 41 | This Christmas （c/w「きみはサンタに恋してる」）                     | 2001年11月21日 | 12cmCD | OECL 2005   | 『Untitled Love Song』                     |
| 42 | おやすみ （c/w「ワラビーぬぎすてて 2002」）                          | 2002年5月22日  | 12cmCD | OECL 2006   | 『Untitled Love Song』                     |
| 43 | Let it be, SWEET （c/w「夏の指輪」）                                 | 2002年7月24日  | 12cmCD | OECL 2007   | 『Untitled Love Song』                     |
| 44 | イコール （c/w「ナチュラル (PIANISM at The Globe Tokyo)」）          | 2002年10月9日  | 12cmCD | OECL 2008   | 『Untitled Love Song』                     |
| 45 | 静寂の場所 （c/w「PARADISE」）                                       | 2007年9月19日  | 12cmCD | OECL 2018   | 『Senri Oe Singles』                       |
| 46 | Poignant Kisses （c/w「Poignant Kisses (Swinging Version)）」）      | 2020年2月12日  | 7inch  | MHKL 26     | 『Humm』                                   |
| 47 | Rain （c/w「Rain（Jazz Version）」）                                 | 2022年5月25日  | 7inch  | MHKL 62     | 『1234』(#1) 『Boys & Girls』 (#2)         |

### アルバム

#### スタジオ・アルバム
|    | タイトル曲           | 発売日         | 規格   | 規格品番                       | 最高順位 |
| -- | -------------------- | -------------- | ------ | ------------------------------ | -------- |
| 1  | WAKU WAKU            | 1983年5月21日  | LP     | 28･6H-77                       |          |
| 1  | WAKU WAKU            | 1991年11月1日  | CD     | ESCB 1240                      |          |
| 2  | Pleasure             | 1984年3月23日  | LP     | 28・3H-116                     | 80位     |
| 2  | Pleasure             | 1991年11月1日  | CD     | ESCB 1241                      | 80位     |
| 3  | 未成年               | 1985年3月21日  | LP     | 28･3H-157                      | 5位      |
| 3  | 未成年               | 1991年11月1日  | CD     | ESCB 1242                      | 5位      |
| 4  | 乳房                 | 1985年12月4日  | LP     | 28・3H-190                     | 13位     |
| 4  | 乳房                 | 1991年11月1日  | CD     | ESCB 1243                      | 13位     |
| 5  | AVEC                 | 1986年11月6日  | LP     | 28・6H-200                     | 5位      |
| 5  | AVEC                 | 1991年11月1日  | CD     | ESCB 1244                      | 5位      |
| 6  | OLYMPIC              | 1987年6月21日  | LP     | 28・3H-287                     | 3位      |
| 6  | OLYMPIC              | 1991年11月1日  | CD     | ESCB 1245                      | 3位      |
| 7  | 1234                 | 1988年7月21日  | LP     | 28・6H-5034                    | 6位      |
| 7  | 1234                 | 1991年11月1日  | CD     | ESCB 1246                      | 6位      |
| 8  | redmonkey yellowfish | 1989年10月21日 | CD     | ESCB 1003                      | 2位      |
| 9  | APOLLO               | 1990年9月21日  | CD     | ESCB 1091                      | 1位      |
| 10 | HOMME                | 1991年9月26日  | CD     | ESCB 1222                      | 2位      |
| 11 | 六甲おろしふいた     | 1992年12月2日  | CD     | ESCB 1340                      | 5位      |
| 12 | Giant Steps          | 1994年2月28日  | CD     | ESCB 1500                      | 5位      |
| 13 | SENRI HAPPY          | 1996年5月2日   | CD     | ESCB 1733                      | 9位      |
| 14 | ROOM 802             | 1998年5月21日  | CD     | ESCB 1815                      | 29位     |
| 15 | Solitude             | 2000年9月6日   | CD     | OECS 2002                      | 42位     |
| 16 | first class          | 2001年9月5日   | CD     | OECS 2004                      | 50位     |
| 17 | Untitled Love Songs  | 2002年11月7日  | CD     | OECL 2009                      | 92位     |
| 18 | ゴーストライター     | 2005年4月20日  | CD     | OECL 2015                      | 77位     |
| 19 | boys mature slow     | 2012年9月6日   | CD     | OECL 2016                      | 38位     |
| 20 | Spooky Hotel         | 2013年9月6日   | CD+DVD | VRCL-4029/30                   | 117位    |
| 21 | Collective Scribble  | 2015年2月14日  | CD     | VRCL-4039                      | 90位     |
| 22 | answer july          | 2016年9月7日   | CD     | VRCL-10132                     | 52位     |
| 22 | answer july          | 2017年1月25日  | LP     | THLP-416                       | 52位     |
| 23 | Boys & Girls         | 2018年9月5日   | 2CD    | MHCL-30533/4（初回生産限定盤） | 28位     |
| 23 | Boys & Girls         | 2018年9月5日   | CD     | MHCL-30535（通常盤）           | 28位     |
| 23 | Boys & Girls         | 2019年1月16日  | LP     | MHJL-68                        | 28位     |
| 24 | Hmmm                 | 2019年9月4日   | CD     | MHCL-30618                     | 60位     |
| 25 | Letter to N.Y.       | 2021年7月21日  | CD     | MHCL-30689                     |          |
| 25 | Letter to N.Y.       | 2022年5月25日  | LP     | MHJL 216                       |          |

#### ベスト・アルバム
|     | タイトル曲           | 発売日         | 規格 | 規格品番                        |  |
| --- | -------------------- | -------------- | ---- | ------------------------------- |  |
| 1st | Sloppy Joe           | 1989年3月25日  | LP   | 32･6H-5072/3                    |  |
| 1st | Sloppy Joe           | 1991年11月1日  | CD   | ESCB 1247                       |  |
| 2nd | Sloppy Joe II        | 1994年11月21日 | CD   | ESCB 1551                       |  |
| 3rd | WINTER JOE           | 1998年12月2日  | CD   | ESCB 1925                       |  |
| 4th | 2000 JOE             | 1999年12月1日  | CD   | ESCB 2057                       |  |
| 5th | THE LEGEND           | 2003年1月1日   | CD   | ESCL 2360                       |  |
| 6th | Sloppy Joe III       | 2006年4月19日  | CD   | MHCL 756                        |  |
| 7th | GOLDEN☆BEST 大江千里 | 2011年2月23日  | CD   | MHCL 1854                       |  |
| 8th | Sloppy Joe I & II    | 2013年11月27日 | 2CD  | MHCL 30185/6                    |  |
| 9th | Senri Oe Singles     | 2022年6月22日  | 5CD  | MHCL-30713〜7（初回生産限定盤） |  |
| 9th | Senri Oe Singles     | 2022年6月22日  | 2CD  | MHCL-30718/9（通常盤）          |  |

#### セルフカバー・アルバム
|     | タイトル曲                        | 発売日        | 規格 | 規格品番  |
| --- | --------------------------------- | ------------- | ---- | --------- |
| 1st | home at last〜Senri Sings Senri〜 | 2003年12月3日 | CD   | OECL 2011 |

#### ライブアルバム
|     | タイトル曲                               | 発売日        | 規格 | 規格品番  |
| --- | ---------------------------------------- | ------------- | ---- | --------- |
| 1st | Live "ghost note"at Motion Blue YOKOHAMA | 2006年3月24日 | CD   | OECL 2017 |

#### インストゥルメンタル・アルバム
|     | タイトル曲 | 発売日        | 規格 | 規格品番  |
| --- | ---------- | ------------- | ---- | --------- |
| 1st | 12ヶ月     | 2003年5月21日 | CD   | OECL 2010 |
| 2nd | ghost note | 2005年10月5日 | CD   | OECL 2016 |

#### その他のアルバム
| タイトル曲                | 発売日         | 規格 | 規格品番  | 備考                                                         |
| ------------------------- | -------------- | ---- | --------- | ------------------------------------------------------------ |
| うんとこしょ どっこいしょ | 2007年5月2日   | CD   | SVWC-7463 | 7作品の絵本を譜面がわりにしてピアノを弾きながら朗読する作品  |
| Duo                       | 2010年12月22日 | CD   | JAHE-3    | 大江のピアノ、河上修のウッドベースの演奏によるジャズアルバム |

#### CD-BOX
| タイトル曲                                  | 発売日        | 備考 |
| ------------------------------------------- | ------------- | --- |
| Senri Premium 〜MY GLORY DAYS 1983-1988     | 2015年4月7日  | - 『WAKU WAKU』『Pleasure』『未成年』『乳房』『AVEC』『OLYMPIC』『1234』の各アルバムのセットで、シングルのみ発売だった曲が各アルバムに追加収録されている。 - デジタル・リマスター音源によるマスターサウンド仕様。 - オーダーメイドファクトリーでの限定販売。                                                                                              |
| Senri Premium II ～MY GLORY DAYS 1989-1992  | 2019年5月20日 | - 『red monkey yellow fish』『APOLLO』『HOMME』『六甲おろしふいた』の各アルバムのセットで、シングルのみ発売だった曲が各アルバムに追加収録されている。 - デジタル・リマスター音源によるマスターサウンド仕様。 - オーダーメイドファクトリーでの限定販売。                                                                                                   |
| Senri Premium III ～MY GLORY DAYS 1993-1999 | 2021年6月11日 | - 『Giant Steps』『SENRI HAPPY』『ROOM802』＋アルバム未収録のシングル収録楽曲や未収録ヴァージョンを別ディスク2枚に収録。 - デジタル・リマスター音源によるマスターサウンド仕様。 - 発売済みの「Senri Premium ～MY GLORY DAYS 1983-1988」「Senri Premium Ⅱ ～MY GLORY DAYS 1989-1992」も収納可能な豪華外箱が付属 - オーダーメイドファクトリーでの限定販売。 |

## 映像作品
|    | タイトル                                                           | 発売日         | 備考 |
| -- | ------------------------------------------------------------------ | -------------- | --- |
| 1  | CONCISE LOVE                                                       | 1984年12月1日  | イメージビデオ。「十人十色」「真冬のランドリエ」「かわいいハートブレーカー」「シンデレラにはかなわない」「HAPPY BIRTHDAY」「BOYS & GIRLS」「ふたつの宿題」「ロマンス」「十人十色」収録。 |
| 2  | Naturally                                                          | 1985年10月21日 | イメージビデオ。「天気図」「A MOONLIGHT EPISODE」「SEXUALITY」「ワラビーぬぎすてて」「プールサイド」「もう一度X'mas」「REAL」「ナチュラル」収録。 |
| 3  | CROQUIS                                                            | 1987年2月26日  | ビデオクリップ集。全てフランスのパリで撮影された。「BOY MEETS GIRL」「AVEC」「きみと生きたい」「本降りになったら」収録。 |
| 4  | TOLEDO"Sol y Sombra"                                               | 1988年1月21日  | ビデオクリップ集。一部を除き、スペインのトレドで撮影された。「エールをおくろう」「YOU」「贅沢なペイン」「POWER」「塩屋」収録。 |
| 5  | OLYMPIC TORCH PART ONE "SERENE"SIDE                                | 1988年6月22日  | 『OLYMPIC TORCH TOUR』のNHKホール公演の前半を収録。 |
| 6  | OLYMPIC TORCH PART TWO "EMOTIONAL"SIDE                             | 1988年6月22日  | 『OLYMPIC TORCH TOUR』のNHKホール公演の後半を収録。 |
| 7  | 1234 SPECIAL                                                       | 1989年7月1日   | 『1234 SPECIAL』の日本武道館公演を収録。 |
| 8  | redmonkey yellowfish TOUR 1989〜1990                               | 1990年6月21日  | 『redmonkey yellowfish TOUR』の日本武道館公演を収録。 |
| 9  | たわわの果実                                                       | 1990年11月1日  | ビデオシングルディスク (CDV) |
| 10 | Senri Moods                                                        | 1991年3月21日  | ビデオクリップ集。「あいたい」「MAN ON THE EARTH」「たわわの果実」「おねがい天国」「星空に歩けば」収録。 |
| 11 | More APOLLO                                                        | 1991年6月21日  | 『APOLLO TOUR』の日本武道館公演を収録。 |
| 12 | HOMMEマラソン                                                      | 1992年7月1日   | 『HOMME TOUR』の日本武道館公演を収録。 |
| 13 | Chic                                                               | 1992年12月12日 | ビデオクリップ集。「木枯らしのモノクローム」「HONEST」「車があれば」「格好悪いふられ方」「ありがとう」収録。 |
| 14 | Chic again                                                         | 1993年11月21日 | 『Chic TOUR』の模様を収録。ドキュメンタリー風ビデオ。 |
| 15 | mickey watches me                                                  | 1995年8月2日   | 『Giant Steps TOUR』のNHKホール公演を収録。 |
| 16 | NEW YORK HARAJUKU LONDON                                           | 1996年4月1日   | ビデオクリップ集。「きみを求め続けるかぎり」「maybe tomorrow」「夏の決心」「白い雪まいおりた」「何度も叫んだ」「さよならも言えずに」収録。 |
| 17 | YAPPARI NORYO The Best of NORYO SENRI HEAVEN たまごSIDE 1989〜1993 | 1997年8月1日   | 夏の野外コンサート『納涼千里天国』の映像を収録。 |
| 18 | SODESHO NORYO The Best of NORYO SENRI HEAVEN 完熟SIDE 1994〜1996   | 1997年8月1日   | 夏の野外コンサート『納涼千里天国』の映像を収録。 |
| 19 | FLOWER                                                             | 1998年8月5日   | ビデオクリップ集。「Two of Us」「碧の蹉跌」「そばにいるきみのために」「冬の背骨」「ハレルヤ」収録。 |
| 20 | Double Twisted                                                     | 1999年7月23日  | |
| 21 | Single Twisted                                                     | 1999年12月1日  | |
| 22 | HAUNTED CHRISTMAS〜PAGODAPIA 1999〜                                | 2000年8月23日  | |
| 23 | SENRI Tour 2000 "Solitude" at SHIBUKO                              | 2000年12月6日  | |
| 24 | PAGODAPIA 2000 OLD FASHIONED CHRISTMAS                             | 2001年7月18日  | |
| 25 | senri oe tour 2001 first class                                     | 2001年11月21日 | |
| 26 | PAGODAPIA 2002 FANTASIC CHRISTMAS〜Train a Go!Go!〜                | 2002年5月22日  | |
| 27 | Thank you,The Globe Tokyo!                                         | 2002年11月7日  | |
| 28 | SENRI CLIPS                                                        | 2003年12月3日  | |
| 29 | SENRI CLIPS II                                                     | 2005年4月20日  | |
| 30 | まるごと千里ナイト!!くぼたくんとおおえくん                         | 2005年8月24日  | |
| 31 | Senri Oe Xmas Concert 2005 PAGODAPIA〜A MAN AND HIS MUSIC〜        | 2006年4月19日  | |
| 32 | Senri Oe Concert Tour 2006 Sloppy Joe III and more…@Zepp Tokyo     | 2006年12月6日  | |
| 33 | 大江千里 納涼千里天国2006 @日比谷野音                              | 2006年12月6日  | |
| 34 | Senri Oe Xmas Concert 2006 PAGODAPIA "Aloha! Christmas!"           |                | |
| 35 | Senri VISUAL Premium My GLORY DAYS 1983〜1988                      | 2009年8月3日   | 従来ビデオテープのみでリリースされていた『CONCISE LOVE』『Naturally』『CROQUIS』『TELEDO"Sol y Som bra"』『OLYMPIC TORCH PART ONE "SERENE"SIDE』『OLYMPIC TORCH PART TWO "EMOTIONAL"SIDE』『1234 SPECIAL』をDVD化したセット。本人書き下ろしのライナーノーツ付き。 |
| 36 | SENRI OE on Epic-TV eZ                                             | 2010年3月24日  | 1988年から1992年までテレビ東京で放送された番組（EPICソニー制作）に出演した際の映像を収録。 |
| 37 | SENRI OE FANTASTIC MEMORIAL on PATI・PATI&BEE                      | 2010年12月21日 | EPICソニーに残っていた『SENRI OE VIDEO MINT』の映像の一部を収録したDVDとソニー・マガジンズの音楽雑誌『PATI・PATI』掲載の記事を復刻・再編集したセット。 |
| 38 | Senri VISUAL Premium My GLORY DAYS 1989〜1999                      | 2012年9月12日  | 従来ビデオテープのみでリリースされていた『"redmonkey yellowfish" TOUR 1989-1990』『More APOLLO 日本武道館ライヴ』『HOMMEマラソン filmed at NIHON BUDOKAN 30th, March.1992』『chic again from concert tour chic』『mickey watches me 'Giant Steps'』『Double Twisted "PAGADAPIA〜asian christmas" LIVE AT THE GLOBE TOKYOCONCERT TOUR 1998 "ROOM 802" LIVE AT CHICKEN GEORGE』『Single Twisted ACOUSTIC CONCERT TOUR 1999 "4ward"』をDVD化したセット。本人書き下ろしのライナーノーツ。 |
| 39 | SENRI VIDEO CLIPS                                                  | 2014年2月12日  | 1983年 - 2002年までのビデオ・クリップ45作品を収録。初商品化5曲。本人書き下ろしライナーノーツ。デジタル・リマスタリング（音声）。AVECツアーのアンコールの「BEDTIME STORIES」のDVDはソニーミュージックショップ]のみの特典。 |

## 提供作品（作詞・作曲・編曲）
- azumi
  - 私という名の場所へ（2015年12月2日）（作詞・作曲・編曲）
- Be-Modern
  - My girlfriend（1988年4月21日）（作詞 ※梶原杢太郎名義（大江の別名義））作曲：天坂晃英
- J6
  - Destination（1999年8月21日）（作詞）作曲：井上大輔 / 編曲：河越重義
- Lauren Kinhan
  - The Garden Christmas（2015年12月1日）（作曲・編曲）
- Vane For Road
  - Love Letter（1996年5月1日）（作詞・作曲）編曲：守時龍己
  - 涙（1996年5月1日）（作詞・作曲）編曲：守時龍巳
- 相田翔子
  - ぼくのともだち（2013年9月4日）（作詞・作曲・編曲）
- 秋本祐希
  - あしたのジョーネツ（1997年10月22日）（作詞・作曲）編曲：本間昭光
    - アルバム『home at last ～Sings Senri～』でセルフカバー。

  - Jems（1997年10月22日）（作詞・作曲）編曲：本間昭光
- 伊藤真紀
  - せつない花（2001年1月1日）（作詞・作曲）編曲：ミムラマサト
- 岩崎宏美
  - 哀しみの環状線（2004年10月16日）（作詞・作曲・編曲）
  - 始まりの詩、あなたへ（2008年4月14日）（作詞・作曲）編曲：野見祐二
    - 渡辺美里（2009年10月21日）、沢知恵（2010年3月13日）がカバーしている。

  - ベリー（2013年6月19日）（作詞・作曲・編曲）
- 大石昌良
  - 東京ループ（2012年1月25日）（作詞）※大石と共作
  - 終わらないララララ（2012年1月25日）（作詞）作曲：大石昌良
- 太田裕美&ゴスペラーズ
  - 恋人たちの祈り (GET AWAY) （1999年4月21日）（日本語詞）作詞・作曲：Simon May / 編曲：萩田光雄
    - 外国曲の日本語詞を担当。
- 奥田美和子
  - しずく（2000年2月2日）（作詞・作曲・編曲）
    - 大江の完全プロデュース（ピアノも担当）。アルバム『home at last 〜Senri Sings Senri〜』でセルフカバー。

  - tsu-ki（2000年6月21日）（作詞・作曲）編曲：河野伸
- 木根尚登
  - 永遠のスピード（1998年10月21日）（作詞）作曲：木根尚登 / 編曲：久保こーじ / プロデュース：小室哲哉
  - 長い影（1998年10月31日）（作詞）作曲・編曲：木根尚登
- 区麗情
  - 凛とした人（2000年8月23日）（作詞・作曲）編曲：亀田誠治
- 郷ひろみ
  - Cool（1985年10月21日）（作詞・作曲）編曲：大村雅朗
    - アルバム『home at last 〜Senri Sings Senri〜』でセルフカバー。
- サーカス
  - 最終便（2005年7月6日）（作詞・作曲）編曲：幾見雅博
- 坂本真綾
  - 抱きしめて（2024年1月15日配信リリース）（作詞・作曲）※WOWOWオリジナルアニメ『火狩りの王』第2シーズンエンディングテーマ[16]
- 佐倉しおり
  - メリーゴーランド（1988年7月25日）（作詞・作曲）編曲：船山基紀
    - アルバム『home at last 〜Senri Sings Senri〜』でセルフカバー。
- 清水信之 with Best Friends
  - 終わらない歌（2015年8月19日）（作曲）作詞：秋元康 / 編曲：清水信之
- 平麻美子
  - KUMAMOTO（2016年4月21日）（作詞・作曲）
- 寺岡呼人
  - hello, again（2006年11月22日）（作詞・作曲）編曲：寺岡呼人
- 土岐麻子
  - 私の恋と東京（2013年6月12日）（作詞・作曲）※作詞は土岐との共同。編曲：川口大輔
- 中西圭三
  - 月の上に腰かけて（1995年9月21日）（作詞）作曲：中西圭三・佐橋佳幸（編曲も手がける）
  - 道（1999年10月27日）（作詞）作曲：中西圭三・Morry Stearns / 編曲：塩谷哲
- 中島愛
  - 神様のいたずら（2011年10月26日）（作詞・作曲）編曲：清水信之
- 西田ひかる
  - 人魚になりたい（1998年9月2日）（作詞・作曲）編曲：西脇辰弥 / プロデュース：久石譲
  - 生きる!（1998年9月2日）（作詞・作曲）編曲：窪田晴男 / プロデュース：久石譲
- 牧野由依
  - スケッチブックを持ったまま（2007年10月24日）（作詞・作曲）編曲：清水信之
- 松田聖子
  - 雛菊の地平線（1987年5月16日）（作曲）作詞：松本隆 / 編曲：大村雅朗
  - Pearl-White Eve（1987年11月6日）（作曲）作詞：松本隆 / 編曲：井上鑑
    - アルバム『home at last 〜Senri Sings Senri〜』でセルフカバー。
    - 米光美保（当時・東京パフォーマンスドール）（1991年11月21日）、V.O.X（ロサンゼルスのコーラスグループ。訳詞：ケビン・クイン、編曲：Guy Maeda。アカペラバージョン）（1992年11月18日）、小野真弓（2004年11月25日）、宝塚歌劇団（当時）の桜乃彩音（2007年11月28日）、如月千早（THE IDOLM@STERキャラクター、声優は今井麻美）（2007年12月19日）によるカバーがある。

  - 凍った息（1987年11月6日）（作曲）作詞：松本隆 / 編曲：井上鑑
- 松本伊代
  - Sonatine（1988年12月11日）（作詞・作曲）編曲：新川博
    - アルバム『home at last 〜Senri Sings Senri〜』でセルフカバー。
- 光GENJI
  - 出逢い（1989年2月20日）（作詞・作曲）編曲：佐藤準
  - 太陽がいっぱい（1989年7月20日）（作詞・作曲）編曲：中村哲
    - アルバム『home at last 〜Senri Sings Senri〜』でセルフカバー。

  - みつめていたい（1990年8月18日）（作詞・作曲）編曲：佐藤準
- 藤岡正明
  - Love（2003年7月16日）（作詞）作曲：川村結花 / 編曲：菱山正太・Yuasa Takashi・Ben Yamakoshi
- 藤崎詩織
  - always（1997年11月6日）（作詞・作曲）編曲：内田光一
- 八神純子
  - さくら証書（2012年1月25日）（作詞・作曲）※八神との共同作詞・作曲。編曲：中村康就
- 薬師丸ひろ子
  - 瞳を知りたい（1990年3月28日）（作詞・作曲）編曲：清水信之
  - ふたりの宇宙（1991年3月13日）（作詞）作曲・編曲：坂本龍一
- 山川恵里佳 (elllie with senri)
  - さくら05（2005年2月23日）（作詞・作曲・編曲）
  - ポインセチア（2005年2月23日）（作詞・作曲・編曲）
  - ひまわり（2005年2月23日）（作詞・作曲・編曲）
    - 当初、CDシングルは2004年の『納涼千里天国』会場（池上本門寺）での300枚限定発売だったが、発売開始から30分で売り切れた。売り子は坂本ちゃんだった。
- 山上ジュン
  - 負け犬（1998年7月1日）（作詞）※作詞は山上と共作 作曲：山上ジュン / 編曲：桜井秀俊（真心ブラザーズ）・黒尾俊介・村山達哉
  - 愛の真骨頂（1998年10月1日）（作詞）※作詞は山上と共作 作曲：山上ジュン / 編曲：鈴木俊介・村山達哉
- やまだかつてないWink
  - クリスマス クリスマス（1991年3月21日）（作詞・作曲）編曲：清水信之
    - アルバム『home at last 〜Senri Sings Senri〜』でセルフカバー。
- 優木まおみ
  - 冬モード（2004年12月22日）（作詞・作曲・編曲）
  - ハートブレイク（2004年12月22日）（作詞・作曲・編曲）
    - 上記の曲が収録されているアルバム『心アルバム』は大江の完全プロデュースである。
- 由紀さおり・安田祥子
  - この星のどこかで（2000年3月8日）（作曲）作詞：上村美保子 / 編曲：山下康介 / 編曲監修・ピアノ：羽田健太郎
- 米倉千尋
  - エミリー（2004年2月11日）（作詞・作曲）編曲：高山和芽・aqua.t
- 渡辺満里奈
  - ちいさなBreakin' my heart（1987年11月11日）（作詞・作曲）編曲：清水信之
    - アルバム『home at last 〜Senri Sings Senri〜』でセルフカバー。

  - ノーマル（1987年12月9日）（作詞・作曲）編曲：清水信之
- 渡辺美里
  - 悲しいボーイフレンド（1985年10月2日）（作詞・作曲）編曲：後藤次利
  - 10 years（1988年5月28日）（作曲）作詞：渡辺美里 / 編曲：有賀啓雄
    - アルバム『home at last 〜Senri Sings Senri〜』でセルフカバー。

  - すき（1989年7月1日）（作曲）作詞：渡辺美里 / 編曲：有賀啓雄
  - 夏が来た!（1991年6月21日）（作曲）作詞：渡辺美里 / 編曲：大村雅朗
  - 素顔（1998年2月21日）（作詞・作曲）編曲：石川鉄男 ※作詞は渡辺と共作。
  - 太陽は知っている（1998年6月20日）（作詞・作曲）編曲：有賀啓雄 ※作詞は渡辺と共作。
  - Welcome（1998年7月1日）（作詞・作曲）編曲：石川鉄男 ※作詞は渡辺と共作。
  - Gift（2000年12月6日）（作詞）作曲：石井妥師 / 編曲：石川鉄男
  - egoism（2002年7月10日）（作詞）作曲：伊秩弘将 / 編曲：有賀啓雄
  - 天使がいるのを知っているかい（2003年8月6日）（作詞・作曲）編曲：有賀啓雄
  - メロディ（2005年11月23日）（作詞・作曲）編曲：有賀啓雄
  - Oh! Hardest night（2005年11月23日）（作詞・作曲）編曲：有賀啓雄
  - 春の日 夏の陽 日曜日（2010年5月26日）（作曲）作詞：渡辺美里 / 編曲：佐橋佳幸
  - 人生はステージだ!（2011年8月3日）（作曲）作詞：渡辺美里 / 編曲：スパム春日井
  - ここから（2014年4月23日）（作詞・作曲）編曲：本間昭光
  - A Reason（2015年4月1日）（作詞・作曲）編曲：佐橋佳幸
  - すきのその先へ（2019年8月7日）（作詞・作曲）編曲：有賀啓雄

## 編曲
- 優木まおみ
  - Everyday（2004年12月22日）
  - X'mas song for you（2004年12月22日）
  - 心アルバム（2004年12月22日）

## インストゥルメンタル
- ドラえもん のび太の南海大冒険（1998年3月7日公開・映画音楽担当）- サウンドトラックCDにも収録されている。
- ドラえもん のび太の宇宙漂流記（1999年3月6日公開・映画音楽担当）
- Two Tablets（2002年2月27日）- GAGAコミュケーション『記憶の音楽-Gb-』挿入曲。サウンド・トラックCDにも収録されている。
- 能登の花ヨメ（2008年5月10日公開・映画音楽担当）

## テレビテーマ曲
- トップランナー（NHK 1999年4月2日放送分から 2代目）

## ラジオテーマ曲
- 大江千里のLive Depot（TOKYO FM 2004年5月6日放送分から 2代目）

## 他アーティスト作品へのコーラス参加
いずれも 「阪神・淡路大震災」関連チャリティー曲で、印税は寄付されている。
- 嘉門達夫「怒りのグルーヴ 〜震災篇〜」（1995年7月21日）
- 平松愛理「美し都〜がんばろや We love KOBE」（1995年4月21日）

## 他アーティスト作品への演奏による参加
- mihimaru GT
  - 部屋とYシャツと私（2006年9月13日）（ピアノ・編曲）
    - 平松愛理（作詞・作曲）の曲をカバー。
- SANTA（山腰直彦）
  - 普通の人々（2005年12月24日）（ピアノ）
  - open all night（2005年12月24日）（ピアノ）
- Rie
  - 天の海（2003年4月1日）（ピアノ・編曲）
- 岩崎宏美
  - もしもピアノが弾けたなら（2003年11月26日）（ピアノ・編曲）- 西田敏行の曲をカバー。アルバム『Dear Friends II』に収録。
  - 愛の讃歌（2006年9月27日）（ピアノ・編曲）越路吹雪の曲をカバー。
  - 黄昏のビギン（2010年10月20日）（ピアノ・編曲）水原弘、ちあきなおみの曲をカバー。
  - 駅（2010年10月20日）（ピアノ・編曲）中森明菜の曲をカバー。
- 川嶋あい
  - 春風を夢見て（2006年8月23日）（ピアノ・編曲）
  - 路上から（2006年8月23日）（ピアノ・編曲）
- 山上ジュン
  - おはよう（1998年10月1日）（キーボード）
- 平井堅
  - even if 〜Instrumental〜（2014年5月28日）（ピアノ）- アルバム『Ken's Bar III』に収録[17]

## CD未収録曲
- かつてないソング（1989年）
  - 『やまだかつてないテレビ』で放送された曲で、大江と山田邦子が番組中に作った。やまだかつてないバンドと実際に演奏も行った。『やまだかつてないDVD』に収録されている。
- ココロつなぐリズム（2007年）（作詞・作曲）
  - サンリオピューロランドのパレード「Believe」テーマ曲。DVDに収録されている。山岡恭子、近藤薫、明石敏子（いずれも大江のライブのサポートを担当）、大江が歌っている。
- hometown（2011年）
  - ニューヨークで頑張る同志への応援ソングおよび東日本大震災被災者への見舞いを兼ねている。YouTubeで視聴できる。
- Big Solo（2014年8月8日）
  - FCI NY（フジテレビの関連会社）『THE INTERVIEW 私がここにいる理由』テーマ曲。
- 大人POP（1985年頃？）

## タイアップ
| 曲名                  | タイアップ                                                                        |
| --------------------- | --------------------------------------------------------------------------------- |
| 十人十色              | 味覚糖「デートキッス」CM曲                                                        |
| YOU                   | 日本テレビ系ドラマ『夢みるくらい、いいじゃない』メインテーマ                      |
| POWER                 | テレビ朝日系ドラマ『あぶない雑居カップル』テーマソング                            |
| おねがい天国          | テレビ朝日系『どーする!?TVタックル』初代テーマソング                              |
| WE ARE TRAVELLIN'BAND | 「ぴあミュージックコンプレックス」CMソング                                        |
| たわわの果実          | フジテレビ・関西テレビ系『さんまのまんま』テーマソング                            |
| dear                  | SUZUKI「カルタス」CMソング                                                        |
| million kiss          | TBS系『THE WAVE』テーマソング                                                     |
| APOLLO                | 不二家「アメリカンバー」CMソング                                                  |
| あいたい              | 東宝配給映画『スキ!』主題歌                                                       |
| あいたい              | SUZUKI「カルタス」CMソング                                                        |
| 格好悪いふられ方      | TBS金曜ドラマ『結婚したい男たち』主題歌                                           |
| COWBOY BLUES          | SUZUKI「カルタス」CMソング                                                        |
| ありがとう            | TBS 金曜ドラマ『十年愛』主題歌                                                    |
| 雪の別れ              | 松竹100周年・日本テレビ開局40周年記念映画『学校』キャンペーンソング               |
| 夏の決心              | フジテレビ系『ポンキッキーズ』メロディ                                            |
| 何度も叫んだ          | TBS・MBS系『世界ウルルン滞在記』初代テーマソング                                  |
| ぼくらの階段          | NHIK『35歳』エンディングテーマ                                                    |
| You are the only one  | 日本ヘラルド映画配給映画『緊急呼出し エマージェンシー・コール』エンディングテーマ |
| Happy Honeymoon       | 日本テレビ系『モグモグGOMBO』テーマソング                                         |
| New Republic!         | 日本テレビ系『からだ元気科』テーマソング                                          |
| 秋唄                  | NHK『みんなのうた』1998年10月-11月放送曲                                          |
| 野球の夏              | 日本テレビ系『スポーツMAX』テーマソング                                           |
| 静寂の場所            | エピックレコードジャパン配給映画『WHITE MEXICO』挿入歌                            |

## 出演

### テレビドラマ
- 縁談・結婚・そのさきX（1986年8月23日、日本テレビ） - 町田健 役
- 君が嘘をついた（1988年10月24日 - 12月19日、フジテレビ） - 山下克己 役
- パパとなっちゃん（1991年、TBS） - 杉本正 役
- 結婚したい男たち（1991年8月16日、TBS） - 八木沢誠 役
- 十年愛（1992年10月16日 - 12月25日、TBS） - 田村雅一 役
- 異人館通りの聖夜（1995年10月6日 - 12月22日、MBS） - 主演・長浜圭太 役
- 世紀末の詩（1998年、日本テレビ） - 石田基 役
- 連続テレビ小説 あすか（1999年、NHK） - 山際先生 役
- 元気をありがとう（2002年、ABC） - 主演・江口雅也 役
- 衛星ドラマ劇場 ビタミンF 第4章・ゲンコツ（2002年、NHK） - 吉岡 役
- 東京ラブ・シネマ（2003年、フジテレビ） - 黒沢雄平 役
- ミュージックinドラマ「ホシに願いを」（2004年、NHK）

### 映画
- 君は僕をスキになる（1989年、東宝 ）- 芥川純平 役
- スキ!（1990年、東宝） - 主演・二宮氷介 役
- 学校（1993年、松竹） - 河合茂 役
- 緊急呼出し エマージェンシー・コール（1995年、日本ヘラルド映画） - 磯村高志 役
- 緑の街（1997年、ファー・イースト・クラブ） - 三沢 役
- 記憶の音楽-Gb-（2002年、GAGAコミュケーション） - ノミヤ 役
- 老いてこそ我が道をゆくみたらし団子（2003年、大阪府教育委員会）
- WHITE MEXICO（2007年、cinemusica） - 主演・佐藤 役

### テレビ映画
いずれも小林章役
- 法医学教室の午後（1985年6月12日、日本テレビ・シネマハウト）
- 法医学教室の長い一日（1986年11月7日、日本テレビ・シネマハウト）

### テレビ番組司会
- トップランナー（1997年4月4日 - 2001年4月5日、2004年12月12日、2007年7月28日、NHK）
- インディーウォーズ（2004年4月5日 - 2005年3月28日、日本テレビ）
- 生放送!シンガーソングライター不滅の名曲集（2004年12月10日、NHK）
- MUSIC MAKER（2005年4月23日、7月16日、9月24日、BS朝日）

### バラエティ番組・その他
- やまだかつてないテレビ（1989年10月18日 - 1990年10月17日、1991年6月19日、フジテレビ）
- きょうの料理（2024年2月21日、Eテレ）[18]

### ラジオ番組パーソナリティー
- サンデージャンボスペシャル（1983年2月27日 - ?、STV）[2]
- 4ウェイ・ミュージックストリート（1983年 - 1990年3月、FM北海道、FM岩手、FM仙台、FM愛媛、FM長崎）[2]
- 青春キャンパス（1983年7月 - ?、ABC）
- 大江千里のレモン・テゥリー（1983年、FM大阪）
- 大江千里のスーパーギャング（1985年7月12日 - 1986年10月3日、TBS）- 金曜日[2]
- 大江千里のBOYS&GIRLS（1985年12月 - 1993年9月30日、FMヨコハマ）[2]
- 大江千里のStation Kids（1989年4月2日 - 1994年3月27日、TOKYO FM）
- 大江千里のオールナイトニッポン（1991年2月6日 - 1992年4月1日、ニッポン放送）水曜日
- Bay Factory（1995年4月6日 - 9月14日、bayfm）
- 大江千里のLive Depot（2001年4月5日 - 2007年9月27日、TOKYO FM & TOKYO MX）
- マインド・スケッチ（2002年4月 - 2005年3月、FM富山、FM三重、FM徳島、FM香川、FM高知）
- ON THE SUNNYSIDE（? - 、α-STATION）

### テレビCM
- 味覚糖「デートキッス」（1984年）
- ぴあ「ミュージックコンプレックス」（1989年）
- NEC「98NOTE」「HANDY98」（1990年 - 1992年）ラジオでも放送
- SUZUKI「カルタス」（1990年 - 1992年）ラジオでも放送
- 不二家「アメリカンバー」（1990年）ラジオでも放送
- 大阪市就職差別撤廃月間キャンペーン（2003年）

### ラジオCM
- maxell カセットテープUR-F（1985年）

## 書籍
- AVEC（1985年）- アーティストブック（『未成年ツアー』とファンクラブの限定本）
- QUARTETTE（1986年、CBS・ソニー出版）- アーティストブック（写真集、エッセイ、インタビュー、コミックの4冊組）ISBN 9784789702249
- レッドモンキー・モノローグ（1990年、角川書店）- エッセイ（『月刊カドカワ』で連載）ISBN 9784048832717
- アポロで行こう（1992年、集英社）- エッセイ（『週刊プレイボーイ』で連載）ISBN 9784087801606
- パゴダツリー（1994年、幻冬舎）ISBN 9784877280925
- チキンライススープ（1995年、角川書店）- 小説（梶原杢太郎名義、『月刊カドカワ』で連載）- ISBN 9784048728607
- Are you happy! Yes,HAPPY!（1996年、ソニー・マガジンズ）- アーティストブック ISBN 9784789711029
- 僕の家（2003年、角川書店）- エッセイ（『本の旅人』で連載）ISBN 9784048838573
- 千里の道（2004年）（通信販売限定）
- 9番目の音を探して 47歳からのニューヨークジャズ留学（2015年）ISBN 9784048120036
- ブルックリンでジャズを耕す 52歳から始めるひとりビジネス（2018年）ISBN 9784048961936
- マンハッタンに陽はまた昇る 60歳から始まる青春グラフィティ（2021年）ISBN 9784047364127

### 写真集
- NOVA（1991年、角川書店）写真集 ISBN 9784048510905

### その他の書籍
- レスリー・キー写真集『Super Stars』（2006年）